# アムステルゴールドレース
アムステルゴールドレース（Amstel Gold Race）とは、UCIワールドツアーに組み込まれる自転車ロードレースの一つ。オランダ南東部、マース川沿岸の都市マーストリヒトが舞台となるワンデーレースで、1966年から行われている。最多優勝はヤン・ラース （オランダ）の5回（1977-80、82年）。
コース設定は特に決まってはおらず、開催年ごとに変わっていくが、毎年のように無数の登り坂が設定され、激しいアップダウンをこなさなくてはいけないうえ、コーナーも多く、クラシックの名に相応しい厳しいコースレイアウトがされている。2003年以降はカウベルフを登り切ってゴールするパターンが定着していたが、後にカウベルフを登り切った数キロ先にゴールが伸ばされ、2017年はゴール直前にカウベルフを登らないコースに変更された。　

## エピソード
- レース名はオランダの首都であるアムステルダムとは関係なく、メインスポンサーであるアムステルビール（ハイネケン傘下）の主力製品ビール「ゴールド」に由来している。
- ビールメーカーがスポンサーということで、表彰台では上位3人の選手にアムステルビールが振舞われる。また、スタート前にはサポートカーや選手に対し、アルコール検査を実施することがあり、大会公式サイトでも年齢確認がある。
- 連続するアップダウンによって、選手は激しく消耗するため、必ずしもスプリント力が強いものが優位になるとは限らない。そのため93年のヤールマンや95年のジャネッティ、99年のボーヘルトのように登りに強い選手が、一騎討ちでスプリンターを打ち負かすという珍しい光景が、まま見られた。カウベルフ（英語版、オランダ語版）を登り切ってゴールする2003年以降はパンチャーやオールラウンダーが勝利する例が多くなっている。
- 日本人最高順位は2014年に出場した新城幸也の10位。

## 歴代優勝者
| 年   | 優勝者                                                     | 国                                                         |
| ---- | ---------------------------------------------------------- | ---------------------------------------------------------- |
| 2025 | マティアス・スケルモース                                   | デンマーク                                                 |
| 2024 | トム・ピドコック                                           | イギリス                                                   |
| 2023 | タデイ・ポガチャル                                         | スロベニア                                                 |
| 2022 | ミハウ・クフャトコフスキ                                   | ポーランド                                                 |
| 2021 | ワウト・ファン・アールト                                   | ベルギー                                                   |
| 2020 | 新型コロナウイルス感染症の世界的流行 (2019年-)により未開催 | 新型コロナウイルス感染症の世界的流行 (2019年-)により未開催 |
| 2019 | マチュー・ファン・デル・プール                             | オランダ                                                   |
| 2018 | ミカエル・ヴァルグレン                                     | デンマーク                                                 |
| 2017 | フィリップ・ジルベール                                     | ベルギー                                                   |
| 2016 | エンリコ・ガスパロット                                     | イタリア                                                   |
| 2015 | ミハウ・クフャトコフスキ                                   | ポーランド                                                 |
| 2014 | フィリップ・ジルベール                                     | ベルギー                                                   |
| 2013 | ロマン・クロイツィガー                                     | チェコ                                                     |
| 2012 | エンリコ・ガスパロット                                     | イタリア                                                   |
| 2011 | フィリップ・ジルベール                                     | ベルギー                                                   |
| 2010 | フィリップ・ジルベール                                     | ベルギー                                                   |
| 2009 | セルゲイ・イワノフ                                         | ロシア                                                     |
| 2008 | ダミアーノ・クネゴ                                         | イタリア                                                   |
| 2007 | シュテファン・シューマッハー                               | ドイツ                                                     |
| 2006 | フランク・シュレック                                       | ルクセンブルク                                             |
| 2005 | ダニーロ・ディルーカ                                       | イタリア                                                   |
| 2004 | ダヴィデ・レベッリン                                       | イタリア                                                   |
| 2003 | アレクサンドル・ヴィノクロフ                               | カザフスタン                                               |
| 2002 | ミケーレ・バルトリ                                         | イタリア                                                   |
| 2001 | エリック・デッケル                                         | オランダ                                                   |
| 2000 | エリック・ツァベル                                         | ドイツ                                                     |
| 1999 | マイケル・ボーヘルト                                       | オランダ                                                   |
| 1998 | ロルフ・ヤールマン                                         | スイス                                                     |
| 1997 | ビャルヌ・リース                                           | デンマーク                                                 |
| 1996 | ステファノ・ザニーニ                                       | イタリア                                                   |
| 1995 | マウロ・ジャネッティ                                       | スイス                                                     |
| 1994 | ヨハン・ムセウ                                             | ベルギー                                                   |
| 1993 | ロルフ・ヤールマン                                         | スイス                                                     |
| 1992 | オラフ・ルードヴィッヒ                                     | ドイツ                                                     |
| 1991 | フラン・マーセン                                           | オランダ                                                   |
| 1990 | アドリ・ファンデルプール                                   | オランダ                                                   |
| 1989 | エリック・ファンランカー                                   | ベルギー                                                   |
| 1988 | イェール・ナイダム                                         | オランダ                                                   |
| 1987 | ヨープ・ズートメルク                                       | オランダ                                                   |
| 1986 | ステーヴェン・ロークス                                     | オランダ                                                   |
| 1985 | ヘリー・クネットマン                                       | オランダ                                                   |
| 1984 | ジャック・ハネフラーフ                                     | オランダ                                                   |
| 1983 | フィル・アンダーソン                                       | オーストラリア                                             |
| 1982 | ヤン・ラース                                               | オランダ                                                   |
| 1981 | ベルナール・イノー                                         | フランス                                                   |
| 1980 | ヤン・ラース                                               | オランダ                                                   |
| 1979 | ヤン・ラース                                               | オランダ                                                   |
| 1978 | ヤン・ラース                                               | オランダ                                                   |
| 1977 | ヤン・ラース                                               | オランダ                                                   |
| 1976 | フレディ・マルテンス                                       | ベルギー                                                   |
| 1975 | エディ・メルクス                                           | ベルギー                                                   |
| 1974 | ヘリー・クネットマン                                       | オランダ                                                   |
| 1973 | エディ・メルクス                                           | ベルギー                                                   |
| 1972 | ワルテル・プランカールト                                   | ベルギー                                                   |
| 1971 | フラン・フェルベーク                                       | ベルギー                                                   |
| 1970 | ジョルジュ・パンタン                                       | フランス                                                   |
| 1969 | ギド・レイブロック                                         | ベルギー                                                   |
| 1968 | ハリー・ステーヴェンス                                     | オランダ                                                   |
| 1967 | アリー・デン・ハルトフ                                     | オランダ                                                   |
| 1966 | ジャン・スタブリンスキ                                     | フランス                                                   |

## 女子部門
| 年        | 優勝者                                                     | 国籍                                                       |
| --------- | ---------------------------------------------------------- | ---------------------------------------------------------- |
| 2025      | ミッシャ・ブレデウォルド                                   | オランダ                                                   |
| 2024      | マリアンヌ・フォス                                         | オランダ                                                   |
| 2023      | デミ・フォレリング                                         | オランダ                                                   |
| 2022      | マルタ・カヴァッリ                                         | イタリア                                                   |
| 2021      | マリアンヌ・フォス                                         | オランダ                                                   |
| 2020      | 新型コロナウイルス感染症の世界的流行 (2019年-)により未開催 | 新型コロナウイルス感染症の世界的流行 (2019年-)により未開催 |
| 2019      | カタジナ・ニエウィアドマ                                   | ポーランド                                                 |
| 2018      | シャンタル・ブラーク                                       | オランダ                                                   |
| 2017      | アンナ・ファンデルブレッヘン                               | オランダ                                                   |
| 2016-2004 | 未開催                                                     | 未開催                                                     |
| 2003      | ニコール・クック                                           | イギリス                                                   |
| 2002      | レオンティエン・ファンモールセル                           | オランダ                                                   |
| 2001      | デビー・マンスフェルト                                     | オランダ                                                   |